# The Queen of Hearts (film, 1910)
Pour les articles homonymes, voir The Queen of Hearts.
The Queen of Hearts est un film muet américain sorti en 1910.

## Fiche technique
- Production : William Nicholas Selig
- Dates de sortie : 
  -  États-Unis : 28 novembre 1910

## Distribution
- Kathlyn Williams